# رانکو ماتاسوویچ
رانکو ماتاسوویچ (به کروات: Ranko Matasović) (تلفظ در کرواتی: [râːŋko matǎːsoʋitɕ] ;   متولد ۱۴ مه ۱۹۶۸) یک زبان‌شناس کروات، هندواروپایی و سلتی‌شناس است.

## زندگی‌نامه
ماتاسوویچ در زاگرب متولد و بزرگ شد، جایی که دوران تحصیل ابتدایی و متوسطه خود را گذراند. او در دانشکده فلسفه دانشگاه زاگرب در رشته‌های زبان‌شناسی و فلسفه تحصیل کرد و در سال ۱۹۹۲ مدرک کارشناسی ارشد خود را در زبان‌شناسی دریافت کرد. در سال ۱۹۹۵، تحت سرپرستی رادوسلاو کاتیچیچ، مدرک دکترای خود را با رساله‌ای تحت عنوان «نظریه بازسازی متنی در زبان‌شناسی هندواروپایی» دریافت کرد.
او بورسیه‌های پژوهشی متعددی دریافت کرده است، از جمله در دانشگاه وین (۱۹۹۳) و دانشگاه آکسفورد (۱۹۹۵)، همچنین یک بورسیه فوق‌دکتری فولبرایت در دانشگاه ویسکانسین در سال‌های ۱۹۹۷/۱۹۹۸ (با اندرو سیلر به عنوان مشاور) و یک بورسیه از بنیاد الکساندر فون هومبولت در دانشگاه بن در سال‌های ۲۰۰۲/۲۰۰۳.
او در حال حاضر کرسی گروه زبان‌شناسی در دانشکده فلسفه دانشگاه زاگرب را در اختیار دارد و دروس دستور تطبیقی هندواروپایی، مطالعات سلتیک، و گونه‌شناسی زبانی را تدریس می‌کند. حوزه‌های پژوهشی او شامل دستور تطبیقی زبان‌های هندواروپایی (به‌ویژه زبان‌های سلتیک و بالتواسلاوی)، گونه‌شناسی و نحو زبان و فیلولوژی لاتین، سلتیک و هیتی است. او در پروژه فرهنگ ریشه‌شناسی زبان‌های هندواروپایی که توسط دانشگاه لیدن سازماندهی شده، با فرهنگ ریشه‌شناسی زبان نیا-سلتیک مشارکت داشته است. همچنین آثاری درباره زبان‌های ارمنی و آلبانیایی منتشر کرده است، از جمله پژوهشی درباره گویش آرباناسی که متعلق به مهاجران آلبانیایی در نزدیکی زادار است.
در سال ۲۰۰۲، آکادمی علوم و هنر کرواسی به دلیل مشارکت ماندگار او در فیلولوژی، به وی جایزه‌ای اعطا کرد. در سال ۲۰۰۶، او به عنوان عضو وابسته این آکادمی برگزیده شد و در سال ۲۰۱۲ به عضویت کامل آن ارتقا یافت.
در سال ۲۰۲۲، او به عضویت آکادمی اروپا انتخاب شد.

## آثار
او به طور گسترده در زمینه زبان‌شناسی و لغت‌شناسی لیمبورخی، هلندی، آلمانی، آلبانیایی، هندوایرانی و هندواروپایی آثاری منتشر کرده است. او بیش از ۱۰۰ مقاله منتشر کرده، چندین کتاب نوشته و مجموعه مقالات کنفرانس‌ها و یک کتاب راهنمای زبان‌های هندواروپایی را ویرایش کرده است. او به عنوان یکی از مشارکت‌کنندگان پروژه فرهنگ لغت ریشه‌شناسی زبان‌های هندواروپایی مستقر در لیدن، فرهنگ لغت ریشه‌شناسی زبان لاتین و سایر زبان‌های ایتالیایی را نوشت.

### زبان شناسی
- A Theory of Textual Reconstruction in Indo-European Linguistics (Frankfurt a/M & New York: Peter Lang, 1996) شابک ‎۳−۶۳۱−۴۹۷۵۱−۲
- Kratka poredbenopovijesna gramatika latinskoga jezika [A Short Comparative-Historical Grammar of Latin] (Zagreb: Matica hrvatska, ¹1997, ²2010) شابک ‎۹۵۳−۱۵۰−۱۰۵-X, شابک ‎۹۷۸−۹۵۳−۱۵۰−۹۰۱−۵
- Kultura i književnost Hetita [Hittite Culture and Literature] (Zagreb; Matica hrvatska, 2000) شابک ‎۹۵۳−۱۵−۰۵۴۸−۹
- Uvod u poredbenu lingvistiku [An Introduction to Comparative Linguistics] (Zagreb: Matica hrvatska, 2001) شابک ‎۹۵۳−۱۵۰−۶۱۲−۴
- Hrvatski enciklopedijski rječnik [Encyclopedic Dictionary of Croatian], co-edited with Ljiljana Jojić, Vladimir Anić, et al. (Zagreb: Novi Liber, ¹2002, ²2004–2005) شابک ‎۹۵۳−۶۰۴۵−۲۱−۴
- Gender in Indo-European (Heidelberg: Carl Winter, 2004) شابک ‎۳−۸۲۵۳−۱۶۶۶−۱
- Jezična raznolikost svijeta [Linguistic Diversity of the World] (Zagreb: Algoritam, ¹2005, ²2011) شابک ‎۹۵۳−۲۲۰−۳۵۵−۹, شابک ‎۹۷۸−۹۵۳−۲۲۰−۳۵۵−۴
- Poredbenopovijesna gramatika hrvatskoga jezika [A Comparative-Historical Grammar of Croatian] (Zagreb: Matica hrvatska, 2008.) شابک ‎۹۷۸−۹۵۳−۱۵۰−۸۴۰−۷
- Etymological Dictionary of Proto-Celtic (Leiden & Boston: Brill, 2009) شابک ‎۹۷۸−۹۰−۰۴−۱۷۳۳۶−۱
  - “Addenda et corrigenda to Ranko Matasović’s Etymological Dictionary of Proto-Celtic (Brill, Leiden 2009)” (Zagreb, 2011)
- A Reader in Comparative Indo-European Religion (Zagreb: University of Zagreb, 2010)
- Etimološki rječnik hrvatskoga jezika: 1. svezak (A-Nj), 2. svezak (O-Ž) [Etymological Dictionary of Croatian Language], edited, co-authored with Tijmen Pronk, Dubravka Ivšić, Dunja Brozović Rončević (Zagreb: Institut za hrvatski jezik i jezikoslovlje, 2016–2021) شابک ‎۹۷۸−۹۵۳−۷۹۶۷−۵۱−۲, شابک ‎۹۷۸−۹۵۳−۷۹۶۷−۸۵−۷
- Slavic Nominal Word-Formation: Proto-Indo-European Origins and Historical Development (Heidelberg: Carl Winter, 2014) شابک ‎۹۷۸−۳−۸۲۵۳−۶۳۳۵−۲
- Lingvistička povijest Europe [Linguistic History of Europe] (Zagreb: Matica hrvatska, 2016) شابک ‎۹۷۸۹۵۳۳۴۱۰۶۱۶
- An Areal Typology of Agreement Systems (Cambridge: Cambridge University Press, 2018) شابک ‎۹۷۸−۱−۱۰۸−۴۲۰۹۷−۶

### ترجمه ها
- Harfa sa sjevera. Iz irske književnosti (Zagreb: Antibarbarus, 1995) شابک ‎۹۵۳−۶۱۶۰−۲۵−۰
- Koje je vrijeme? Suvremena irska pripovijetka (Zagreb: Matica hrvatska, 1997) شابک ‎۹۵۳−۶۰۱۴−۹۶−۳
- Kamen kraljeva. Srednjovjekovne irske sage (Zagreb: Ex Libris, 2004) شابک ‎۹۵۳−۶۳۱۰−۳۵-X
- Sveti Patrik. Djela / Opera (Confessio sancti Patricii episcopi; Epistole ad milites Corotici) (Zagreb: Antibarbarus, 2004) شابک ‎۹۵۳−۶۱۶۰−۹۱−۹
- Četiri grane Mabinogija (Zagreb: ArTresor, 2005) شابک ‎۹۵۳−۶۵۲۲−۵۲−۷
- J. P. Mallory. Indoeuropljani: Zagonetka njihova podrijetla - jezik, arheologija, mit (Zagreb: Školska knjiga, 2006) شابک ‎۹۵۳۰۶۱۵۶۸X
- Narti: Mitovi i legende s Kavkaza (Zagreb: Matica hrvatska, 2010) شابک ‎۹۷۸−۹۵۳−۱۵۰−۸۹۸−۸
- Edward Sapir. Jezik: Uvod u istraživanje govora (Zagreb: Institut za hrvatski jezik i jezikoslovlje) شابک ‎۹۷۸−۹۵۳−۶۶۳۷−۶۰−۷
- Ksenofont. O konjaničkom umijeću; O zapovjedniku konjice, with Maja Rupnik-Matasović (Zagreb: Latina et Graeca, 2018) شابک ‎۹۷۸−۹۵۳−۶۵۶۵−۲۹−۰
- Plaut. Stiho (Zagreb: Latina et Graeca, 2022), with Maja Rupnik-Matasović شابک ‎۹۷۸۹۵۳۶۵۶۵۴۳۶
- Dvadeset pjesama o ljubavi i smrti (i kratkih priča o njima) (Zagreb: Matica hrvatska, 2023) شابک ‎۹۷۸−۹۵۳−۳۴۱−۲۵۰−۴
- Plaut. Prostak (Zagreb: Latina et Graeca, 2023), with Maja Rupnik-Matasović شابک ‎۹۷۸−۹۵۳−۶۵۶−۵۴۴−۳

### رمان
- Neprobuđeni. Roman (Zagreb: Ibis grafika, 2022) شابک ‎۹۷۸−۹۵۳−۳۶۳−۰۹۹−۱

## لینک به بیرون
- صفحه وب شخصی رانکو ماتاسوویچ
- (به کرواتی) گفتگو با R. Matasović ، Vijenac ، 6 نوامبر 2008